# Umile
Umile  è un nome proprio di persona italiano maschile e femminile

## Varianti
- Maschili: Umiltà[1][2], Umiliano[1], Umiliato[1]
- Femminili: Umiltà[1][2][3], Umiliana[1][2], Umiliata[1]

## Origine e diffusione
Si tratta di una gamma di nomi basati sui termini italiani "umile" e "umiltà", oppure sui latini humilis e humilitas da cui derivano (etimologicamente, da humus, "terra", "suolo").
Nomi tipicamente cristiani in virtù del loro significato, il loro uso può riflettere in parte anche una venerazione verso la Madonna dell'Umiltà, uno dei titoli con cui è venerata la Vergine Maria.
Per quanto concerne la diffusione, la forma ambigenere "Umile" è attestata prevalentemente in provincia di Cosenza (Sant'Umile da Bisignano), dove è più forte il culto del santo così chiamato; in Toscana, dove si venera la beata monaca Umiltà, il nome è presente nelle forme Umile, Umiliano/Umiliana e Umiltà. La variante Umiliato, infine, può in parte essere riferita anche all'ordine monastico degli umiliati.

## Onomastico
L'onomastico si può festeggiare in più date:
- 19 maggio, beata Umiliana de' Cerchi, terziaria francescana[4]
- 22 maggio, sant'Umiltà, badessa vallombrosana[1][2][5]
- 26 novembre, sant'Umile da Bisignano, frate francescano[2][6]

## Persone

### Maschile
- Umile da Bisignano, religioso e santo italiano
- Umile da Messina, religioso e pittore italiano
- Umile da Petralia, religioso e scultore italiano

### Varianti femminili
- Umiliana de' Cerchi, religiosa italiana